# Aî (digramme)
Cette page contient des caractères spéciaux ou non latins. S’ils s’affichent mal (▯, ?, etc.), consultez la page d’aide Unicode.
Pour les articles homonymes, voir AI.
Ai (minuscule ai) est un digramme de l'alphabet latin composé d'un A et d'un I accent circonflexe (Î).

## Linguistique
- En français, le digramme « aî » correspond généralement à [ɛ].

## Représentation informatique
Comme la majorité des digrammes, il n'existe aucun encodage de Aî sous un seul signe, il est toujours réalisé en accolant les lettres A et Î,.